# San Joaquin (Kalifornija)
San Joaquin je grad u američkoj saveznoj državi Kalifornija. Prema popisu stanovništva iz 2010. u njemu je živjelo 4.001 stanovnika.